# Thaís Garayp
Thais Garayp (Belo Horizonte, 26 de março de 1960) é uma atriz e cantora brasileira.

## Biografia
Depois de várias peças e apresentações musicais nacionais e internacionais, oito curtas e dois longas no currículo, a atriz descendente de libaneses tornou-se conhecida do grande público, ao participar da da novela global Como uma Onda, como a doce Abigail, personagem que conquistou o público e a projetou nacionalmente. Depois de longa e bem-sucedida carreira no "Coral Ars Nova", um dos mais importantes do país, e também no grupo musical "Nós & Voz", estreou no teatro em “Mulheres de Hollanda”, um musical de enorme sucesso em Belo Horizonte, dirigido por Pedro Paulo Cava.

## Filmografia

### Televisão
| Ano  | Título             | Personagem                     | Notas                                            |
| ---- | ------------------ | ------------------------------ | ------------------------------------------------ |
| 2003 | Celebridade        | Silvana                        |                                                  |
| 2004 | Da Cor do Pecado   | Parteira de Preta              |                                                  |
| 2004 | Como uma Onda      | Abigail Prazeres da Anunciação |                                                  |
| 2006 | JK                 | Dona Cota                      |                                                  |
| 2007 | Carga Pesada       | Cecília                        | Episódio: "Vale o Quanto Pesa"                   |
| 2007 | Paraíso Tropical   | Zoraide                        |                                                  |
| 2007 | Desejo Proibido    | Iraci de Castro                |                                                  |
| 2008 | Casos e Acasos     | Benedita                       | Episódio: "O Celular, a Viagem e o Dia Seguinte" |
| 2008 | Casos e Acasos     | Solange                        | Episódio: "A Vaga, a Entrevista e o Hot Dog"     |
| 2009 | Caminho das Índias | Anapurja Matub (Ana)           |                                                  |
| 2010 | Araguaia           | Teresa Tenório (Terê)          |                                                  |
| 2012 | Aventuras do Didi  | Mãe Lucinda                    | Quadro: "Avenida Curicica"                       |
| 2013 | Sangue Bom         | Mariza Santa Rosa (Santa)      |                                                  |
| 2015 | Sete Vidas         | Rosa                           |                                                  |
| 2017 | TOC's de Dalila    | Sassá                          | Episódio: "O Caso do Garfo"                      |
| 2019 | Bom Sucesso        | Bezinha                        |                                                  |

### Cinema
| Ano  | Título                              | Personagem | Notas          |
| ---- | ----------------------------------- | ---------- | -------------- |
| 2025 | Chico Bento e a Goiabeira Maraviósa | Vó Dita    |                |
| 2015 | Filhos de Bach                      | Aufseherin |                |
| 2007 | O Homem da Cabeça de Papelão        | Mãe        | Curta-metragem |
| 2006 | Mulheres do Brasil                  | Arminda    |                |
| 2001 | Negócio Fechado                     | Dona Célia | Curta-metragem |
| 2000 | O Circo das Qualidades Humanas      | D. Geralda |                |

## Teatro
- A Bolsa Amarela
- O Homem que Sabia Português
- Os Sete Pecados Capitais
- O Malandro
- Na Era do Rádio
- Mahagony
- Pianíssimo
- Mulheres de Holanda
- A Possessa (A Empresa)
- A Benção Vinícius